# Província de Santa Catarina
A Província de Santa Catarina foi uma província do Reino Unido de Portugal, Brasil e Algarves, e posteriormente do Império do Brasil, tendo sido criada em 28 de fevereiro de 1821 a partir da Capitania de Santa Catarina.

## Criação

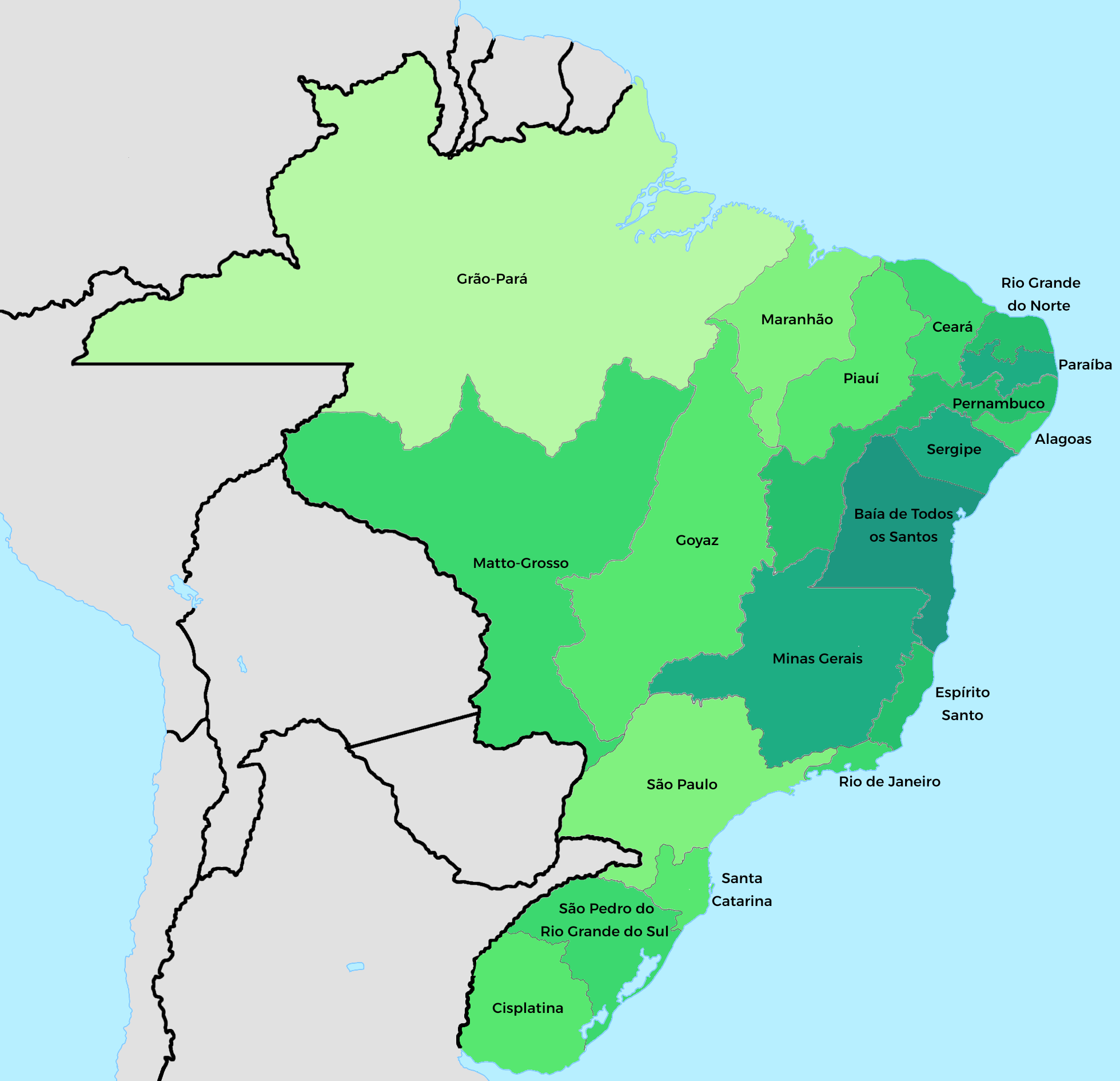
Províncias do Império do Brasil em 1822.

Proclamada a independência, a notícia chegou à capitania de Santa Catarina a 7 de outubro de 1822 e foi recebida com simpatia por parte das câmaras do Desterro (atual Florianópolis), Laguna, São Francisco do Sul e Lages. Santa Catarina, já com o título de província, aderiu ao movimento constitucional, elegendo seu representante às Cortes de Lisboa o Padre Lourenço Rodrigues de Andrade, que assinou a Constituição do Reino Unido em 1822. Em seguida cooperou a província com as demais no movimento da independência, elegendo deputado à constituinte brasileira, em 1823, Diogo Duarte Silva. Em decorrência da Carta Imperial de 1824, passou a ser governada por presidentes nomeados pelo poder central. Logo após a aceitação dessa constituição, instalou-se o Conselho Provincial e, até 1889, foram 39 os que ocuparam o executivo. Em 1834, o Ato Adicional transformou o Conselho em Assembleia Provincial, com poderes muito mais amplos.

## Mapa da Província

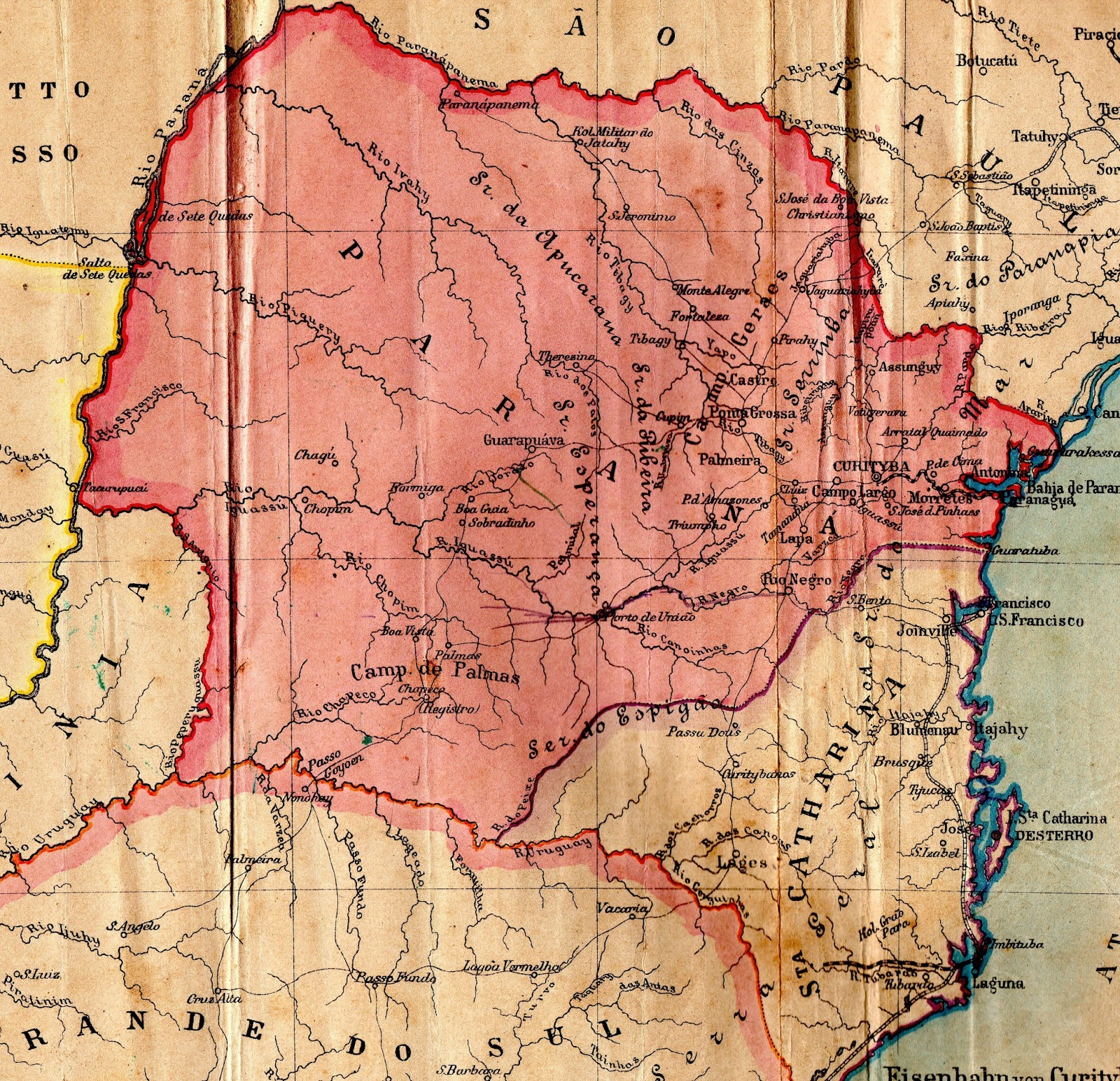
Província de Santa Catarina em 1885, com destaque a Província do Paraná ao norte.
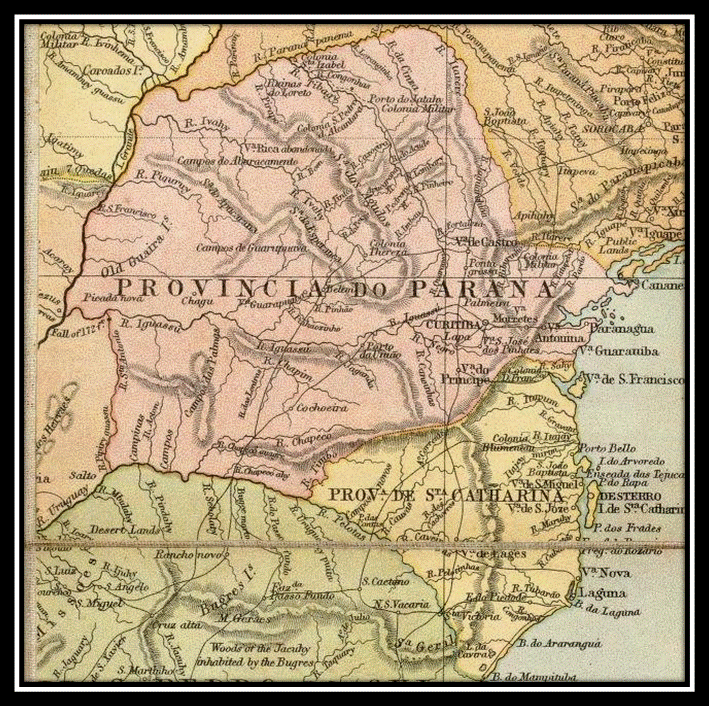
Território da Província de Santa Catarina em 1866.

## Imigração europeia

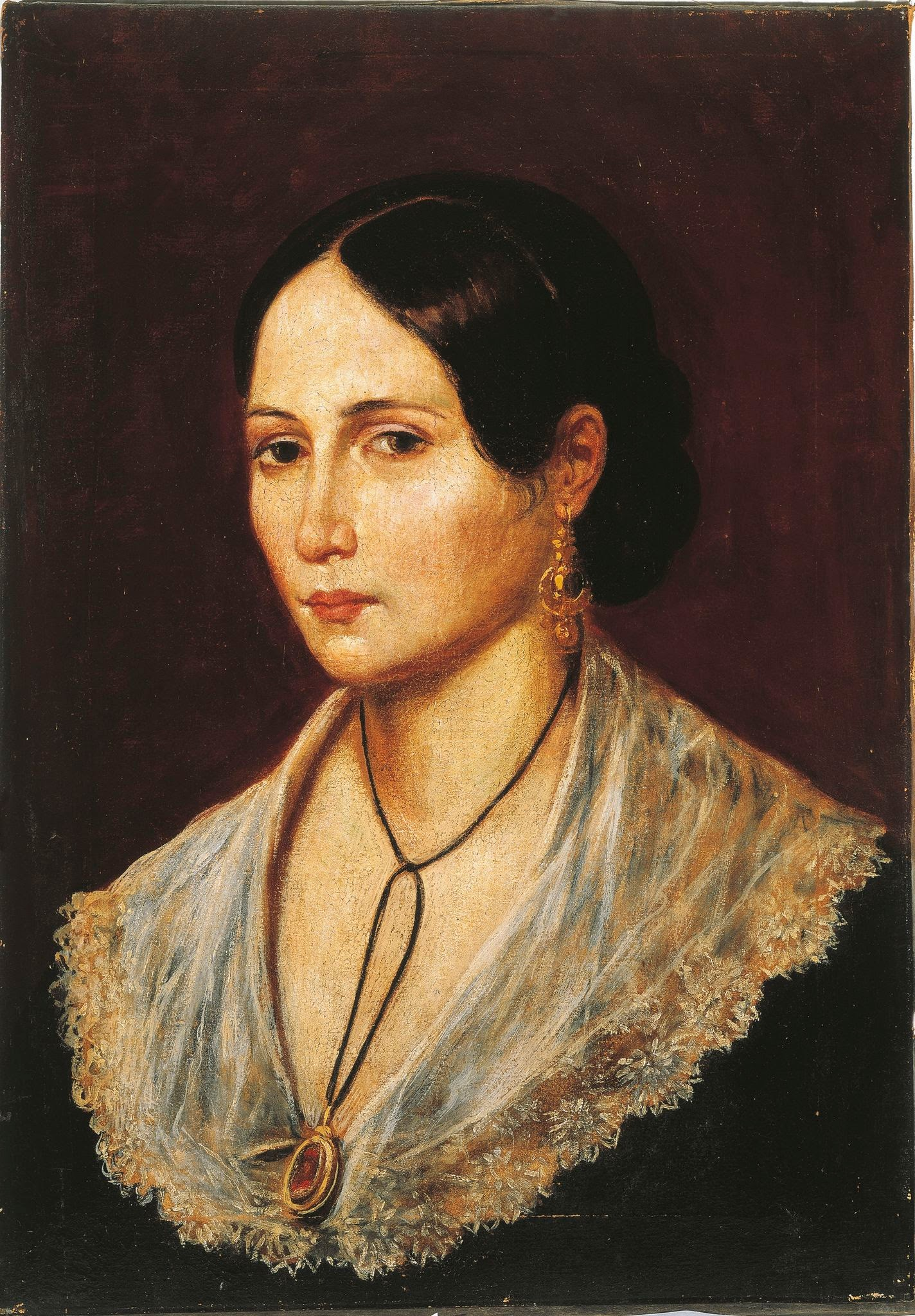
Anita Garibaldi, heroína da República Juliana

Foi em Santa Catarina que a imigração europeia produziu resultados mais promissores, quer o de iniciativa oficial, quer o particular. Do primeiro tipo foram: São Pedro de Alcântara, de alemães (1829); Itajaí, de nacionalidades diversas (1836); Piedade, de alemães (1847); Santa Tereza (1854), com soldados agricultores, destinada à ligação entre Lages e a capital; Teresópolis, de alemães (1860); Brusque, idem (1860); Angelina, de diversas nacionalidades (1862); Azambuja, de italianos (1877); Luís Alves, de diversas nacionalidades (1877). De iniciativa particular foram: Nova Itália, de italianos (1836); Flor da Silva, com elementos mistos (1844); Blumenau, com alemães (1850); D. Francisca, com alemães (1851), que deu origem à cidade de Joinville; Leopoldina, com nacionais, belgas, e alemães (1853); Príncipe D. Pedro, com irlandeses e americanos (1860); o Grão-Pará, com italianos, espanhóis, russos, polacos, franceses, ingleses e holandeses (1882). Referência especial merece a colônia de Saí (1842), tentativa malograda de concretização das ideias comunistas de Fourier, na baía da Babitonga. Desse núcleo surgiram outros, e o território ficou coberto por uma rede de colônias, no seio das quais foram surgindo cidades, vilas e povoados. A colônia de São Pedro de Alcântara localizou-se no caminho que levava do litoral a Lages, defendendo o percurso de ataques indígenas.

## República Juliana
A República Juliana foi uma extensão da Revolução Farroupilha (1835-1845), iniciada na província vizinha de São Pedro do Rio Grande do Sul, onde havia sido proclamada a República Rio-Grandense (1836-1845). A República Juliana, proclamada por David Canabarro e Giuseppe Garibaldi, formou uma confederação com a república vizinha, porém, sem condições de expandir-se pela província de Santa Catarina, não conquistando Desterro, atual Florianópolis, sede da província. Em novembro do mesmo ano, quatro meses após sua fundação, propiciaram-se condições para que as forças do Império retomassem Laguna, cidade-sede do governo da República Juliana. No planalto catarinense, Lages aderiu à revolução, mas submeteu-se no começo de 1840.

## A guerra do Paraguai
A participação de Santa Catarina na Guerra do Paraguai (1865-1870) foi com o batalhão Voluntários da Pátria e a presença de 1500 homens, na maioria negros. Destacaram-se o coronel Fernando Machado e o tenente Álvaro Augusto de Carvalho. O principal marco da guerra foi a instalação de uma linha de telégrafo, que ligava Desterro a Laguna e a várias cidades no Rio Grande do Sul.

## Industrialização
Em 1850, a abolição do tráfico de escravos e a Lei de Terras acarretaram carência de mão-de-obra e a regulamentação do acesso à terra para os colonos. Isto influenciou a imigração e a colonização. A industrialização foi possível com ajuda do imigrante europeu, proveniente das áreas urbanas e industriais do “velho mundo”. As indústrias tiveram origem na atividade artesanal que os imigrantes desenvolveram. No ano de 1873 a Estrada de Ferro D. Francisca ligou o litoral até a serra e ao norte, escoando a produção ervateira e outros produtos. A experiência dos imigrantes em indústria e artesanato na Alemanha e  Itália ajudou o surgimento de empresas como a têxtil Büttener & Cia. Ltda, fundada por Eduardo Von Büttener, instalada em Brusque. Em 1898 aumentou seus negócios com uma fábrica de bordados finos. Mais tarde, produziu fios para a produção de artigos de cama e mesa. Outro exemplo foi a indústria de Carlos Renaux, que veio para o Brasil em 1882, dividida em dois ramos principais: Fábrica de Tecidos Carlos Renaux S.A e Indústria Têxtil Renaux S.A, utilizando imigrantes alemães com conhecimento em tecelagem. Podemos citar a firma que Carl Hoepcke ampliou para trabalhar com importação e exportação, com navios próprios ou fretados. Fundou também a Fábrica de Pregos Rita Maria (1896) e a Fábrica de Rendas e Bordados (1917), tendo sido criado também o Estaleiro Arataca. Merece destaque a Cia Hering, fundada por Hermann Hering, graduado em tecelagem na Alemanha. Após sua morte, ocorrida em 1918, seus descendentes ganharam reconhecimento no mercado nacional. Entre os anos de 1880 e 1889, foram instalados 86 estabelecimentos industriais, que representam 6,5% do total de 1.322 estabelecimentos fundados, nesta época, no Brasil.

## Presidentes de Santa Catarina
A tabela abaixo indica na primeira coluna o presidente da província, que era nomeado diretamente pelo imperador (de acordo com a constituição brasileira de 1824, artigo 165), aconselhado pelo partido que estivesse no poder (o Partido Conservador ou o Partido Liberal). O presidente da província não tinha um mandato, podendo ser exonerado ou pedir afastamento à revelia. Principalmente devido a esta possibilidade concreta de falta do dirigente diretamente subordinado ao imperador e seu ministério, eram escolhidos pela assembleia local seis vice-presidentes, teoricamente aptos a exercer interinamente o cargo vago, até que novo presidente fosse nomeado por Carta Imperial e assumisse o cargo.
| nº | Presidentes da Província de Santa Catarina                             | Início do mandato       | Fim do mandato          |
| —  | Junta governativa                                                      | 20 de maio de 1822      | 16 de fevereiro de 1824 |
| 1  | João Antônio Rodrigues de Carvalho                                     | 16 de fevereiro de 1824 | 12 de março de 1825     |
| 2  | Francisco de Albuquerque Melo                                          | 12 de março de 1825     | 14 de janeiro de 1830   |
| 3  | Miguel de Sousa Melo e Alvim                                           | 14 de janeiro de 1830   | 22 de abril de 1831     |
| 3  | Francisco Luís do Livramento                                           | 22 de abril de 1831     | 6 de agosto de 1831     |
| 4  | Feliciano Nunes Pires                                                  | 6 de agosto de 1831     | 4 de novembro de 1835   |
| 5  | José Mariano de Albuquerque Cavalcanti                                 | 4 de novembro de 1835   | 28 de maio de 1836      |
| 5  | Francisco Luís do Livramento                                           | 28 de maio de 1836      | 24 de janeiro de 1837   |
| 6  | José Joaquim Machado de Oliveira                                       | 24 de janeiro de 1837   | 14 de outubro de 1837   |
| 7  | João Carlos Pardal                                                     | 14 de outubro de 1837   | 17 de agosto de 1839    |
| 8  | Francisco José de Sousa Soares de Andrea                               | 17 de agosto de 1839    | 26 de junho de 1840     |
| 9  | Antero José Ferreira de Brito                                          | 26 de junho de 1840     | 26 de dezembro de 1848  |
| 9  | Severo Amorim do Vale                                                  | 26 de dezembro de 1848  | 6 de março de 1849      |
| 10 | Antônio Pereira Pinto                                                  | 6 de março de 1849      | 30 de novembro de 1849  |
| 10 | Severo Amorim do Vale                                                  | 30 de novembro de 1849  | 24 de janeiro de 1850   |
| 11 | João José Coutinho                                                     | 24 de janeiro de 1850   | 23 de setembro de 1859  |
| 11 | Esperidião Elói de Barros Pimentel                                     | 23 de setembro de 1859  | 21 de outubro de 1859   |
| 12 | Francisco Carlos de Araújo Brusque                                     | 21 de outubro de 1859   | 17 de abril de 1861     |
| 12 | João José de Andrade Pinto                                             | 17 de abril de 1861     | 26 de abril de 1861     |
| 13 | Inácio da Cunha Galvão                                                 | 26 de abril de 1861     | 17 de novembro de 1861  |
| 14 | Vicente Pires da Mota                                                  | 17 de novembro de 1861  | 25 de setembro de 1862  |
| 14 | João Francisco de Sousa Coutinho                                       | 25 de setembro de 1862  | 26 de dezembro de 1862  |
| 15 | Pedro Leitão da Cunha                                                  | 26 de dezembro de 1862  | 19 de dezembro de 1863  |
| 15 | Francisco José de Oliveira                                             | 19 de dezembro de 1863  | 25 de abril de 1864     |
| 16 | Alexandre Rodrigues da Silva Chaves                                    | 25 de abril de 1864     | 24 de abril de 1865     |
| 16 | Francisco José de Oliveira                                             | 24 de abril de 1865     | 16 de agosto de 1865    |
| 17 | Adolfo de Barros Cavalcanti de Albuquerque Lacerda                     | 16 de agosto de 1865    | 11 de junho de 1867     |
| 17 | Francisco José de Oliveira                                             | 11 de junho de 1867     | 9 de outubro de 1867    |
| 17 | Adolfo de Barros Cavalcanti de Albuquerque Lacerda (reassumiu o cargo) | 9 de outubro de 1867    | 23 de maio de 1868      |
| 17 | Francisco José de Oliveira                                             | 23 de maio de 1868      | 4 de agosto de 1868     |
| 17 | João Francisco de Sousa Coutinho                                       | 4 de agosto de 1868     | 30 de agosto de 1868    |
| 17 | Carlos de Cerqueira Pinto                                              | 30 de agosto de 1868    | 11 de janeiro de 1869   |
| 18 | Carlos Augusto Ferraz de Abreu                                         | 11 de janeiro de 1869   | 11 de agosto de 1869    |
| 18 | Joaquim Xavier Neves                                                   | 11 de agosto de 1869    | 22 de novembro de 1869  |
| 18 | Manuel do Nascimento da Fonseca Galvão                                 | 22 de novembro de 1869  | 3 de janeiro de 1870    |
| 19 | André Cordeiro de Araújo Lima                                          | 3 de janeiro de 1870    | 10 de abril de 1870     |
| 19 | Manuel do Nascimento da Fonseca Galvão                                 | 10 de abril de 1870     | 11 de abril de 1870     |
| 19 | Manuel Vieira Tosta                                                    | 11 de abril de 1870     | 18 de maio de 1870      |
| 20 | Francisco Ferreira Correia                                             | 18 de maio de 1870      | 9 de janeiro de 1871    |
| 20 | Manuel Vieira Tosta                                                    | 9 de janeiro de 1871    | 16 de janeiro de 1871   |
| 21 | Joaquim Bandeira de Gouveia                                            | 16 de janeiro de 1871   | 7 de janeiro de 1872    |
| 21 | Guilherme Cordeiro Coelho Cintra                                       | 7 de janeiro de 1872    | 15 de junho de 1872     |
| 21 | Inácio Accioli de Almeida                                              | 15 de junho de 1872     | 8 de julho de 1872      |
| 22 | Delfino Pinheiro de Ulhoa Cintra Júnior                                | 8 de julho de 1872      | 13 de novembro de 1872  |
| 22 | Manuel do Nascimento da Fonseca Galvão                                 | 13 de novembro de 1872  | 27 de janeiro de 1873   |
| 22 | Inácio Accioli de Almeida                                              | 27 de janeiro de 1873   | 4 de abril de 1873      |
| 23 | Pedro Afonso Ferreira                                                  | 4 de abril de 1873      | 8 de outubro de 1873    |
| 23 | Luís Ferreira do Nascimento Melo                                       | 8 de outubro de 1873    | 24 de outubro de 1873   |
| 24 | João Tomé da Silva                                                     | 24 de outubro de 1873   | 23 de abril de 1875     |
| 24 | Luís Ferreira do Nascimento Melo                                       | 23 de abril de 1875     | 7 de agosto de 1875     |
| 25 | João Capistrano Bandeira de Melo Filho                                 | 7 de agosto de 1875     | 7 de junho de 1876      |
| 26 | Alfredo d'Escragnolle Taunay                                           | 7 de junho de 1876      | 2 de janeiro de 1877    |
| 26 | Hermínio Francisco do Espírito Santo                                   | 2 de janeiro de 1877    | 3 de janeiro de 1877    |
| 27 | José Bento de Araújo                                                   | 3 de janeiro de 1877    | 14 de fevereiro de 1878 |
| 27 | Joaquim da Silva Ramalho                                               | 14 de fevereiro de 1878 | 7 de maio de 1878       |
| 28 | Lourenço Cavalcanti de Albuquerque                                     | 7 de maio de 1878       | 11 de dezembro de 1878  |
| 28 | Joaquim da Silva Ramalho                                               | 11 de dezembro de 1878  | 18 de abril de 1879     |
| 29 | Antônio de Almeida e Oliveira                                          | 18 de abril de 1879     | 10 de maio de 1880      |
| 29 | Manuel Pinto de Lemos                                                  | 10 de maio de 1880      | 7 de julho de 1880      |
| 30 | João Rodrigues Chaves                                                  | 7 de julho de 1880      | 9 de março de 1882      |
| 30 | Joaquim Augusto do Livramento                                          | 9 de março de 1882      | 5 de abril de 1882      |
| 31 | Ernesto Francisco de Lima Santos                                       | 5 de abril de 1882      | 30 de junho de 1882     |
| 31 | Joaquim Augusto do Livramento                                          | 30 de junho de 1882     | 6 de setembro de 1882   |
| 32 | Antônio Gonçalves Chaves                                               | 6 de setembro de 1882   | 27 de janeiro de 1883   |
| 32 | Manuel Pinto de Lemos                                                  | 27 de janeiro de 1883   | 28 de fevereiro de 1883 |
| 33 | Teodureto Carlos de Faria Souto                                        | 28 de fevereiro de 1883 | 29 de agosto de 1883    |
| 34 | Francisco Luís da Gama Rosa                                            | 29 de agosto de 1883    | 9 de setembro de 1884   |
| 35 | José Lustosa da Cunha Paranaguá                                        | 9 de setembro de 1884   | 22 de junho de 1885     |
| 35 | Manuel Pinto de Lemos                                                  | 22 de junho de 1885     | 28 de junho de 1885     |
| 36 | Antônio Lara de Fontoura Palmeiro                                      | 28 de junho de 1885     | 29 de setembro de 1885  |
| 37 | Francisco José da Rocha                                                | 29 de setembro de 1885  | 20 de maio de 1888      |
| 38 | Augusto Fausto de Sousa                                                | 20 de maio de 1888      | 13 de fevereiro de 1889 |
| 38 | José Ferreira de Melo                                                  | 13 de fevereiro de 1889 | 6 de março de 1889      |
| 38 | Joaquim Elói de Medeiros                                               | 6 de março de 1889      | 26 de junho de 1889     |
| 38 | Abdon Batista                                                          | 26 de junho de 1889     | 19 de julho de 1889     |
| 39 | Luís Alves Leite de Oliveira Belo                                      | 19 de julho de 1889     | 17 de novembro de 1889  |